# Årets ledarbok
Årets ledarbok var ett litterärt pris som årligen utdelas av Kooperativa ledares förbund (KLF), KF-biblioteket och Kooperativa institutet (Koopi) till en viktig ledarbok som lyfter fram ny kunskap över vilka faktorer som påverkar hur vi får ett bra arbetsklimat. Priset lades ner 2009.

## Pristagare
- 1989 – Insläppt på försök. Monica Boëthius (Rabén & Sjögren)
- 1990 – Karriärer i kläm. Claes Edlund (Norstedts Förlag)
- 1991 – Ledarskap och självinsikt. Peter Bjerkeseth (Studentlitteratur)
- 1992 – Konflikthanteringsboken. Roland Berner & Bo Ahrenfelt (Almquist & Wiksell)
- 1993 – Ingen vinnare utsedd
- 1994 – Hjärtoperationen. Ulf Strömqvist (Liber – Hermod)
- 1995 – Framgångsmyten. Stefan Boëthius (Svenska Dagbladet)
- 1996 – Ingen vinnare utsedd
- 1997 – Framgångsrika företagskulturer. Hans Krona (Ekerlids/Mån.affärer)
- 1998 – Ingen vinnare utsedd
- 1999 – Fördel mångfald. Daina Alm (Konsultförlaget Uppsala Publ.)
- 2000 – Ingen vinnare utsedd
- 2001 – Lära kvinnor leda kvinnor. Barbro Dahlbom-Hall (Natur & Kultur)
- 2002 – Från prat till resultat. Gunnar Ekman. (Liber)
- 2003 – Guldfisk eller sardin. Liza Rudolfsson (Ekerlids)
- 2004 – Fri eller övergiven… Mimmi Engestang (Ekerlids)
- 2005 – Framtiden är inte vad den brukade vara. Göran Adlén (Prisma)
- 2006 – Pocket Coachen samt Tio verktyg för Coaching och personlig utveckling, Tio verktyg för Bättre möten, Tio verktyg för Chefen, Tio verktyg för Verksamhetsutveckling av Lena Börjeson (Metoda)
- 2007 – Chefen och medarbetaren. Christer Ackerman (Ederlids)